# Newport (condado de Shelby)
Newport es un lugar designado por el censo ubicado en el condado de Shelby en el estado estadounidense de Ohio. En el Censo de 2010 tenía una población de 198 habitantes y una densidad poblacional de 194,52 personas por km².

## Geografía
Newport se encuentra ubicado en las coordenadas 40°17′43″N 84°22′10″O / 40.29528, -84.36944. Según la Oficina del Censo de los Estados Unidos, Newport tiene una superficie total de 1.02 km², de la cual 0.93 km² corresponden a tierra firme y (8.4%) 0.09 km² es agua.

## Demografía
Según el censo de 2010, había 198 personas residiendo en Newport. La densidad de población era de 194,52 hab./km². De los 198 habitantes, Newport estaba compuesto por el 100% blancos, el 0% eran afroamericanos, el 0% eran amerindios, el 0% eran asiáticos, el 0% eran isleños del Pacífico, el 0% eran de otras razas y el 0% pertenecían a dos o más razas. Del total de la población el 0.51% eran hispanos o latinos de cualquier raza.